# Killbit
Un killbit (littéralement, « bit qui tue ») est un drapeau dans le Registre Windows qui marque un composant ActiveX, via son GUID, comme non sécuritaire. Chaque logiciel qui peut servir comme composant ActiveX doit posséder un GUID, lequel fait office de numéro de série pour ce composant. En 2009, ce type de drapeau est surtout reconnu par Internet Explorer.
Si un vendeur découvre qu'un composant ActiveX précis provoque une situation problématique, il peut demander à Microsoft de publier un killbit. Les mises à jour des killbits sont, la plupart du temps, destinées au système d'exploitation Microsoft Windows. Si un vendeur veut publier une mise à jour d'un composant ActiveX, il insère un nouveau GUID dans la nouvelle mouture.
Avant de lancer un composant ActiveX, Internet Explorer parcourt un tableau contenant une liste de GUID. Si l'un des GUID du tableau correspond au GUID du composant, ce dernier n'est pas exécuté. Microsoft Office est aussi capable de reconnaître un killbit pour interdire l'exécution d'un logiciel incorporé dans un document.

## Source
- (en) Cet article est partiellement ou en totalité issu de l’article de Wikipédia en anglais intitulé « Killbit » (voir la liste des auteurs).